# Bonne de Pons d'Heudicourt

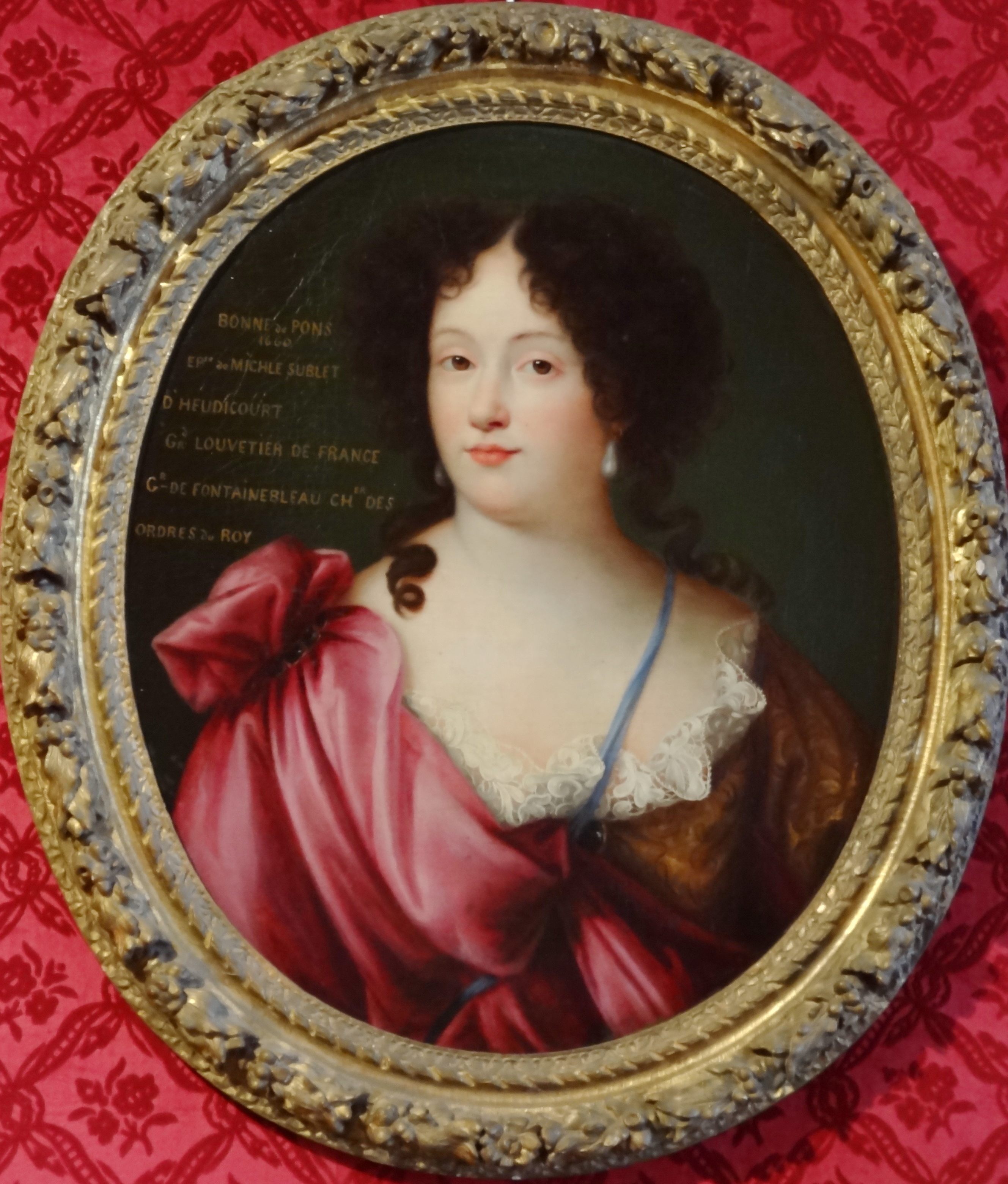
Bonne de Pons (1660), muzeul Mandet

Bonne de Pons d'Heudicourt (1641-1709) a fost metresa regelui  Ludovic al XIV-lea al Franței în 1665. Este cunoscută ca la Grande Louve  după soțul ei, care era poreclit Marele Lup. 
Bonne a fost verișoara Doamnei de Montespan. S-a convertit la catolicism de la protestantism și a devenit doamnă de onoare a reginei Maria Tereza. În 1665, ea a avut o relație cu regele Ludovic al XIV-lea. Familia ei a trebuit s-o retragă de la Curte și s-o căsătorească cu marchizul Michel Sublet d'Heudicourt, maestrul de vânătoare de la Curte. În 1672, după ce a dezvăluit nașterea copilului nelegitim al regelui cu Montespan, i-a fost interzis accesul la Curte. I s-a permis să se întoarcă în 1677 după ce a fost apărată de 
Madame de Maintenon.